# Olaseni Lawal
Olaseni Abdul Jelili „Shane“ Lawal (* 8. Oktober 1986 in Abeokuta, Ogun) ist ein ehemaliger US-amerikanisch-nigerianischer Basketballspieler. Lawal wuchs in den Vereinigten Staaten auf und begann nach dem Studium eine Karriere als professioneller Spieler, die ihn zunächst in sportlich weniger herausfordernde Ligen in Katar, Libyen sowie in zweit- und drittklassige Ligen in Spanien und Italien führte. In der Saison 2013/14 verteidigte mit dem kasachischen Meister BK Astana dessen nationalen Titel und konnte sich in der osteuropäischen VTB United League 2013/14 für den italienischen Pokalsieger Banco di Sardegna Sassari empfehlen, mit dem er die italienische Meisterschaft 2015 gewann. Von 2015 bis 2017 stand Lawal für den europäischen Spitzenklub FC Barcelona unter Vertrag. Mit der nigerianischen Nationalmannschaft gewann er die Afrikameisterschaft 2015 und war Teilnehmer der Olympischen Spiele 2016 in Rio.

## Karriere
Nach dem Schulabschluss in Southfield blieb Lawal im Oakland County und erhielt einen Studienplatz an der Oakland University, wo er für die Hochschulmannschaft Golden Grizzlies ab 2005 damals in der Mid-Continent Conference (MCC) der NCAA spielte. Die Golden Grizzlies, die 2005 noch das Meisterschaftsturnier der MCC gewonnen hatten, konnten jedoch zunächst keine besonderen Erfolge mehr feiern und nach drei Jahren verließ Lawal die Hochschule und wechselte in das Stadtgebiet von Detroit an die Wayne State University. Deren Hochschulmannschaft Warriors spielt in der Division II der NCAA, was im Allgemeinen nicht ausreicht, um daran anschließend eine erfolgreiche professionelle Karriere zu beginnen. Für die Warriors der Wayne State erzielte Lawal jedoch das einzige Triple-Double der Geschichte dieser Mannschaft im Dezember 2008, als er 19 Punkte, zehn Rebounds und elf Shotblocks in einem Spiel erzielte.
Nach dem Studienende 2009 begann Lawal eine professionelle Karriere und spielte zunächst in Doha für den al-Arabi SC. In der Saison 2010/11 war er zunächst in der drittklassigen spanischen Spielklasse LEB Plata für den Klub aus Guadalajara aktiv, bevor er im Januar 2011 für den al-Ahly SC in Bengasi spielte. Nach sechs Wochen und dem Ausbruch des Bürgerkriegs in Libyen verließ er unter abenteuerlichen Umständen zusammen mit einem Landsmann und Mannschaftskameraden das Land jedoch wieder und wurde für die Saison 2011/12 vom spanischen Zweitligisten CB Clavijo aus Logroño in der LEB Oro verpflichtet. Mit diesem Verein verpasste er auf dem zehnten Platz nur wegen des schlechteren direkten Vergleichs den Einzug in die Play-offs um den Aufstieg in die Liga ACB. Mit durchschnittlich gut neun Punkten und mehr als zehn Rebounds pro Spiel verpasste Lawal ein Double-Double im Durchschnitt nur knapp.
Zur Saison 2012/13 wechselte Lawal zum ehemaligen Korać-Cup-Europapokalsieger Tezenis Scaligera aus Verona in der damals zweithöchsten italienischen Spielklasse Legadue. Der Verein erreichte erstmals seit der Wiedergründung auf dem sechsten Platz die Aufstiegsrunde zur Serie A, in der man in der ersten Runde gegen den Erstliga-Absteiger aus Casale Monferrato ausschied. Lawal war mit deutlichem Abstand bester Rebounder der Legadue und erreichte ein Double-Double im Durchschnitt mit 10,5 Punkten und 13,5 Rebounds. Obwohl er noch nicht in erstklassigen Klubs gespielt hatte, bekam er eine Einladung für die NBA Summer League 2013 bei den Orlando Magic.
In der Saison 2013/14 spielte Lawal für den BK Astana in Kasachstan, für den zuvor auch schon Rawle Marshall gespielt hatte, der mit den Oakland Golden Grizzlies vor Lawal das MCC-Meisterschaftsturnier 2005 gewonnen hatte. Der kasachische Serienmeister ist der einzige aus Asien kommende Teilnehmer der regionaleuropäischen VTB United League, in der die Mannschaft zum zweiten Mal in Folge 2014 im Playoff-Vorausscheid im Achtelfinale verlor und diesmal am späteren Finalisten BK Nischni Nowgorod scheiterte. Für die Saison 2014/15 wurde Lawal vom Pokalsieger Banco di Sardegna aus Sassari auf Sardinien zurück nach Italien geholt. Der Meisterschaftsdritte aus der höchsten Spielklasse Lega Basket Serie A nahm auch erstmals am höchstrangigen europäischen Vereinswettbewerb EuroLeague 2014/15 teil, schied dort jedoch ebenso frühzeitig aus wie anschließend im Eurocup 2014/15. Dafür gewann Lawal mit Sassari in Italien das Double aus Meisterschaft und Pokal, woraufhin er zum FC Barcelona wechselte. Im Sommer 2015 wurde Lawal erstmals in den Kader der nigerianischen Nationalmannschaft berufen, mit der er bei der Afrikameisterschaft 2015 in Radès nur das Vorrundenspiel gegen Gastgeber Tunesien verlor und im Finale gegen Titelverteidiger Angola schließlich den Titel holte. Mit Barcelona scheiterte Lawal sowohl im Viertelfinale des Copa del Rey wie auch der EuroLeague 2015/16 und verlor schließlich auch die Finalserie um die spanische Meisterschaft gegen Titelverteidiger Real Madrid. Im Sommer 2016 nahm Lawal dann erstmals an Olympischen Spielen teil; mit der nigerianischen Auswahl gewann Lawal beim olympischen Basketballturnier in Rio jedoch von fünf Vorrundenspielen nur gegen Kroatien. Dieser Sieg verhinderte nicht den letzten Gruppenplatz und das frühzeitige Ausscheiden nach der Vorrunde.
Nach einem Jahr in Barcelona ging Lawal nach Italien zurück. Er bestritt in der Saison 2017/18 beim Erstligisten Sidigas Avellino elf Ligaspiele (3,9 Punte/Spiel). Aus Verletzungsgründen erhielt er in Avellino keinen Anschlussvertrag, Lawal war mehrere Monate vereinslos, ehe er im Februar 2019 ein Angebot der libanesischen Mannschaft Homentmen Beirut annahm. Der Verein wurde Lawals letzte Station als Berufsbasketballspieler.
Lawal ging in die Vereinigten Staaten zurück. Bereits vor seinem Wechsel in den Libanon im Februar 2019 war er im vorherigen Verlauf der Saison 2018/19 ehrenamtlicher Co-Trainer der Basketballmannschaft der John Glenn High School in Westland (US-Bundesstaat Michigan) gewesen. Mit Beginn des Spieljahres 2019/20 übernahm er das Traineramt bei der weiblichen Basketballauswahl der Renaissance High School in Detroit.